# Gare de Coni
La gare de Coni (en italien Cuneo) est une gare ferroviaire italienne des lignes de Fossano à Coni et de Coni à Vintimille, située à proximité du centre-ville sur le territoire de la commune de Coni, dans la Province de Coni en Piémont.
C'est une gare Trenitalia. 

## Situation ferroviaire
Établie à 536 mètres d'altitude, le nœud ferroviaire de la gare de Coni est : l'aboutissement des lignes de Fossano à Coni, de Savillan à Coni (it) (fermée au service des voyageurs) et de Ligne de Mondovi à Coni (it) (fermée au service des voyageurs) ; et l'origine de la ligne de Coni à Vintimille.

## Service des voyageurs

### Accueil
Gare, avec un bâtiment voyageurs en service.

### Desserte
Coni est desservie par des trains Trenitalia sur les relations Turin-Porta-Nuova - Coni, Fossano - Vintimille et Coni - Limone.

### Intermodalité
Un parking pour les véhicules y est aménagé.